# Улица Просвещения (Москва)
Улица Просвеще́ния — небольшая улица на севере Москвы в районе Свиблово Северо-Восточного административного округа. Находится между Игарским и Тенистым проездами. Включена в черту Москвы в 1960 году в составе бывшего города Бабушкин.
Название получено из-за находившихся на улице нескольких школьных зданий: деревянного двухэтажного здания 1945 года (был на перекрёстки улиц Просвящения и Ивовой — разобран), временного класса на втором этаже пожарной части, каменного двухэтажного здания 1951 года (современный адрес Ивовая улица, дом 3 — лечебный корпус больницы), находящегося неподалёку пятиэтажного корпуса 1963 года (школа № 1138 — Тенистый проезд, дом 8 стр 1).

## Расположение
Улица Просвещения начинается рядом с Игарским проездом (выезда на проезд нет). Пересекает Ивовую и Вересковую улицы и заканчивается на Тенистым проездом.

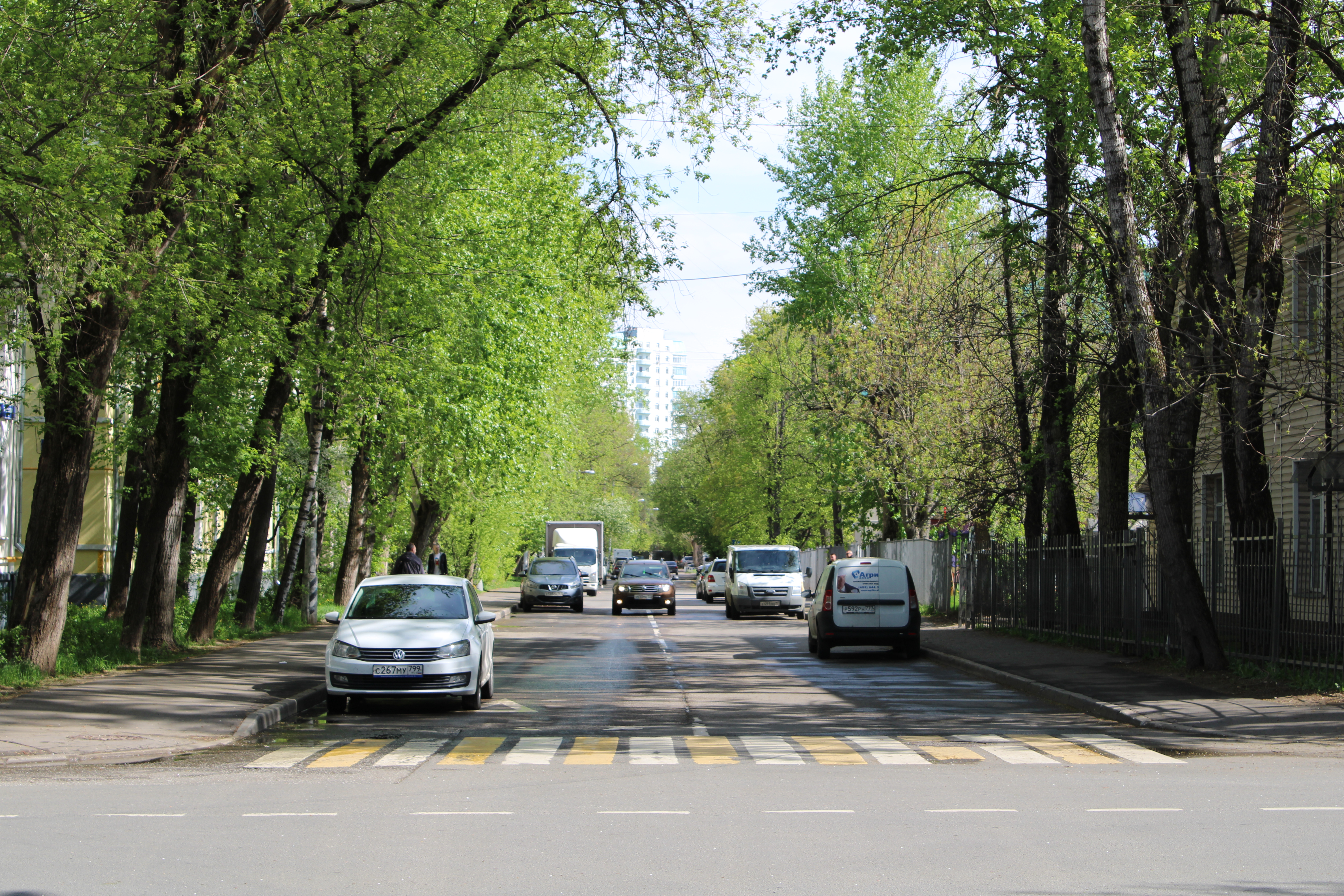
Пересечение с Вересковой улицей
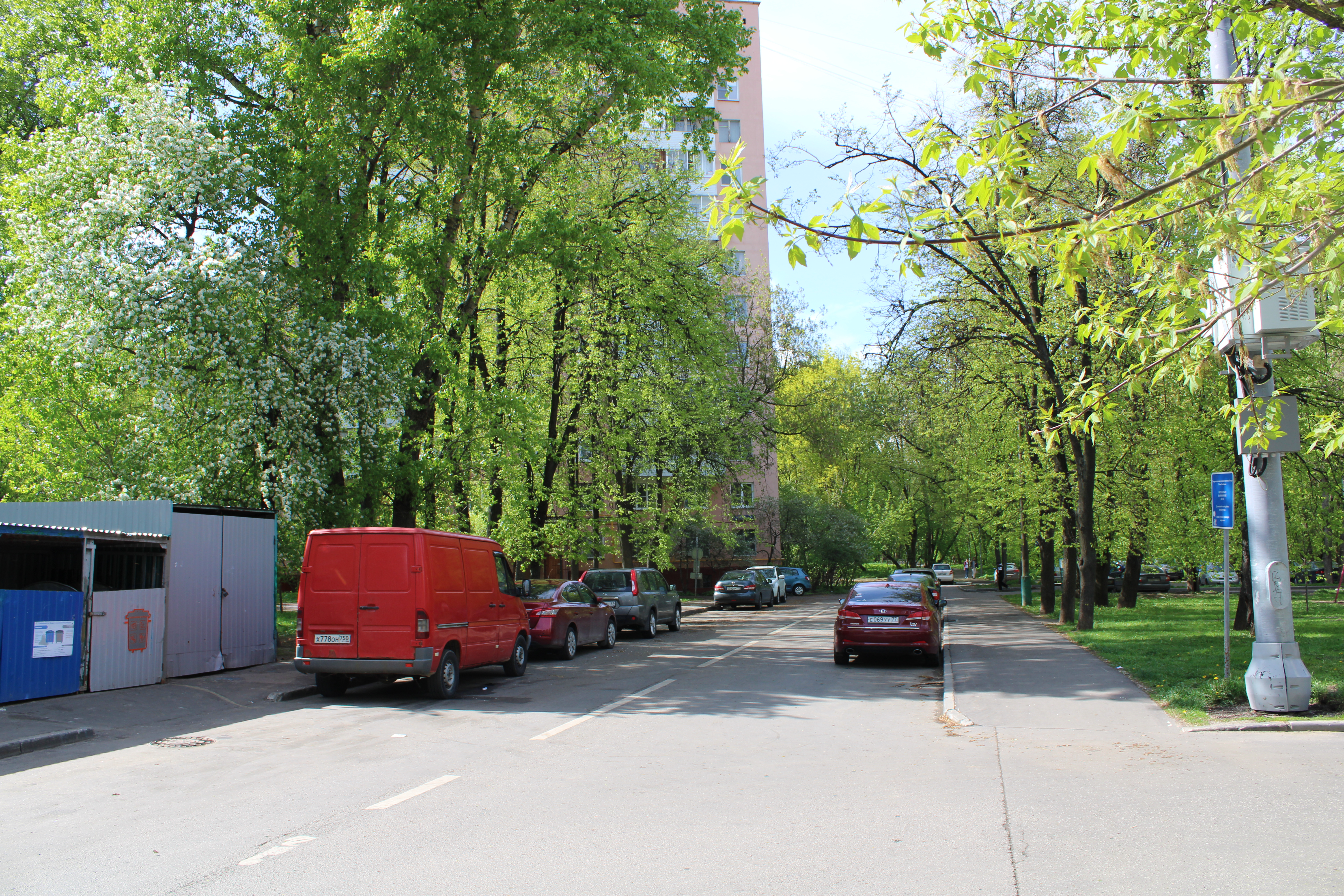
Конец улицы, вид в сторону Тенистого проезда